# Classe Korae
La classe Korae (in coreano: 고래급?, Gorae geupLR, Korae gŭpMR; letteralmente: classe Balena; erroneamente detta anche classe Sinpo) è una tipologia di sottomarini convenzionali a propulsione Diesel-elettrica costruiti in serie dalla Corea del Nord, e dotati di capacità di lancio di missili balistici KN-11 (a freddo) dalla gittata sconosciuta (teoricamente compresa tra i 500 e i 2.000 km).

## Progettazione e caratteristiche
Il progetto sembrerebbe essere stato molto influenzato da quelli dei datati sottomarini iugoslavi della classe Heroj e classe Sava. Sono state anche avanzate ipotesi secondo le quali la classe derivi dai moderni sottomarini russi come i Kilo o i Golf, tuttavia tale battello è significativamente più piccolo di questi.

## Servizio
A tutto il 20 luglio 2017, il battello avrebbe compiuto poche operazioni e rigorosamente in acque nordcoreane. Foto satellitari indicano che il battello avrebbe recentemente compiuto operazioni al largo, fuori dalle acque nazionali.
I test compiuti dalla sola unità della classe servono allo sviluppo di missili di tipo SLBM ma anche ad acquisire esperienza utile alla progettazione di una futura classe di sottomarini nordcoreana.